# ロワール渓谷
ロワール渓谷（ロワールけいこく）は、フランスのロワール川流域に広がる渓谷。アンボワーズ、アンジェ、ブロワ、モンソロー、オルレアン、トゥールといった歴史上の重要都市が点在し、また何よりも数々の名城（シャトー）が現存していることから「フランスの庭園」の異名を取る。また、かつての宮廷が多く置かれ、典雅なフランス語が発達したことから「フランス語の揺籃地」とも呼ばれる。
2000年にメーヌ川からシュリー＝シュル＝ロワールまでの渓谷の主要部分がユネスコの世界遺産に登録された（登録名は「シュリー＝シュル＝ロワールとシャロンヌ間のロワール渓谷」）。なお、これに伴い、1981年に「シャンボールの城と領地」(Chateau and Estate of Chambord) として単独登録されていたシャンボール城は、この物件に包含されることとなった。

## ロワール渓谷と城
300をこえるロワールの古城のうち初期のものは、元来中世に城砦として建造され始めたものであった。例えば、1429年にフランス王シャルル7世とジャンヌ・ダルクが最初に対面したシノン城も、もとはイングランド王ヘンリー2世が軍事的理由によって築いた城塞であった。
ルネサンス期のフランソワ1世の頃から政治の中心はパリに移されたものの、ロワール渓谷はなおも王族とかかわりが深かった。例えば、ルイ12世のときに大改修が行われたブロワ城は、続く歴代の王フランソワ1世、アンリ2世らにも使われ、ギーズ公アンリが殺害された1588年の三部会の舞台ともなった。また、ロワール渓谷最大の城であるシャンボール城、美しさで知られるシュノンソー城やアゼ＝ル＝リドー城などが築かれたのもこの時代である。
ルイ14世の頃からはヴェルサイユ宮殿の存在によって、ロワール渓谷の政治的な重要性は失われたが、その後も改修などは継続されたため、主要な城は廃れることはなかった。ただし、フランス革命期には多くの城が破壊され、盗難にも見舞われた。

### 主要な城

ロワール渓谷の城々
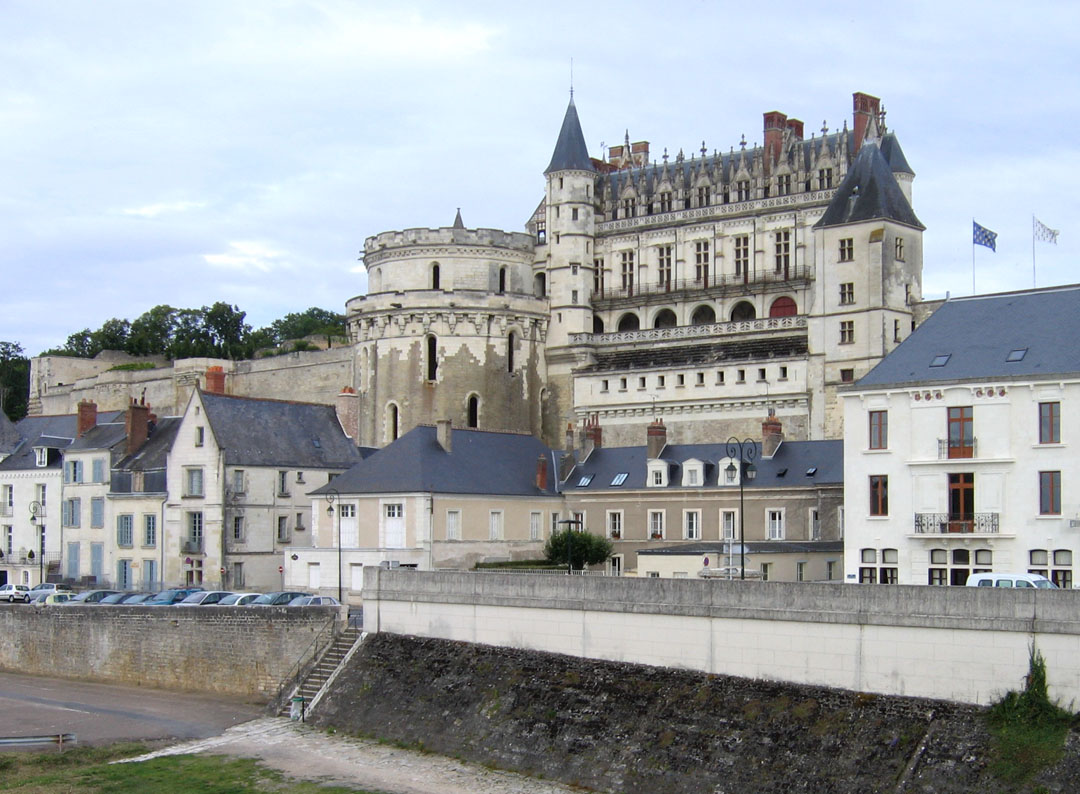
アンボワーズ城
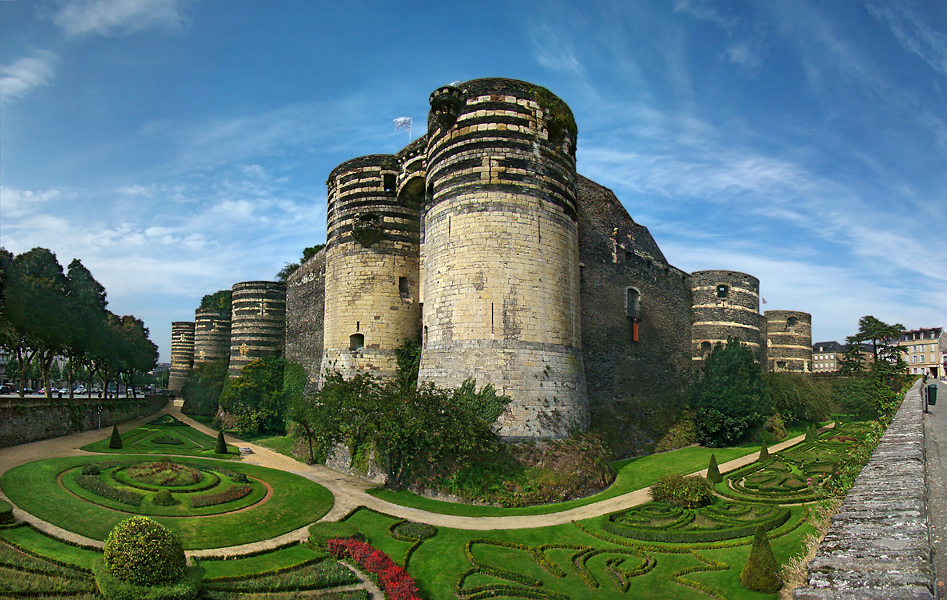
アンジェ城
- ブリサック城（フランス語版）
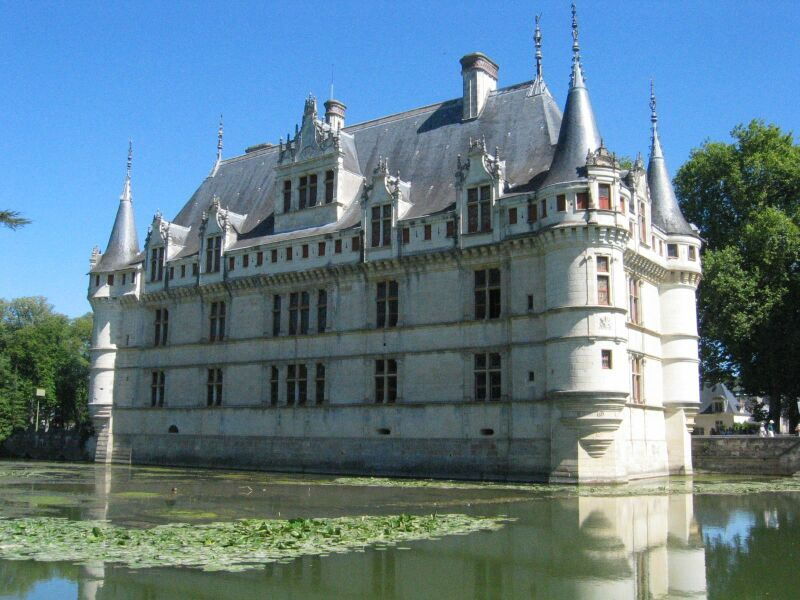
アゼ＝ル＝リドー城
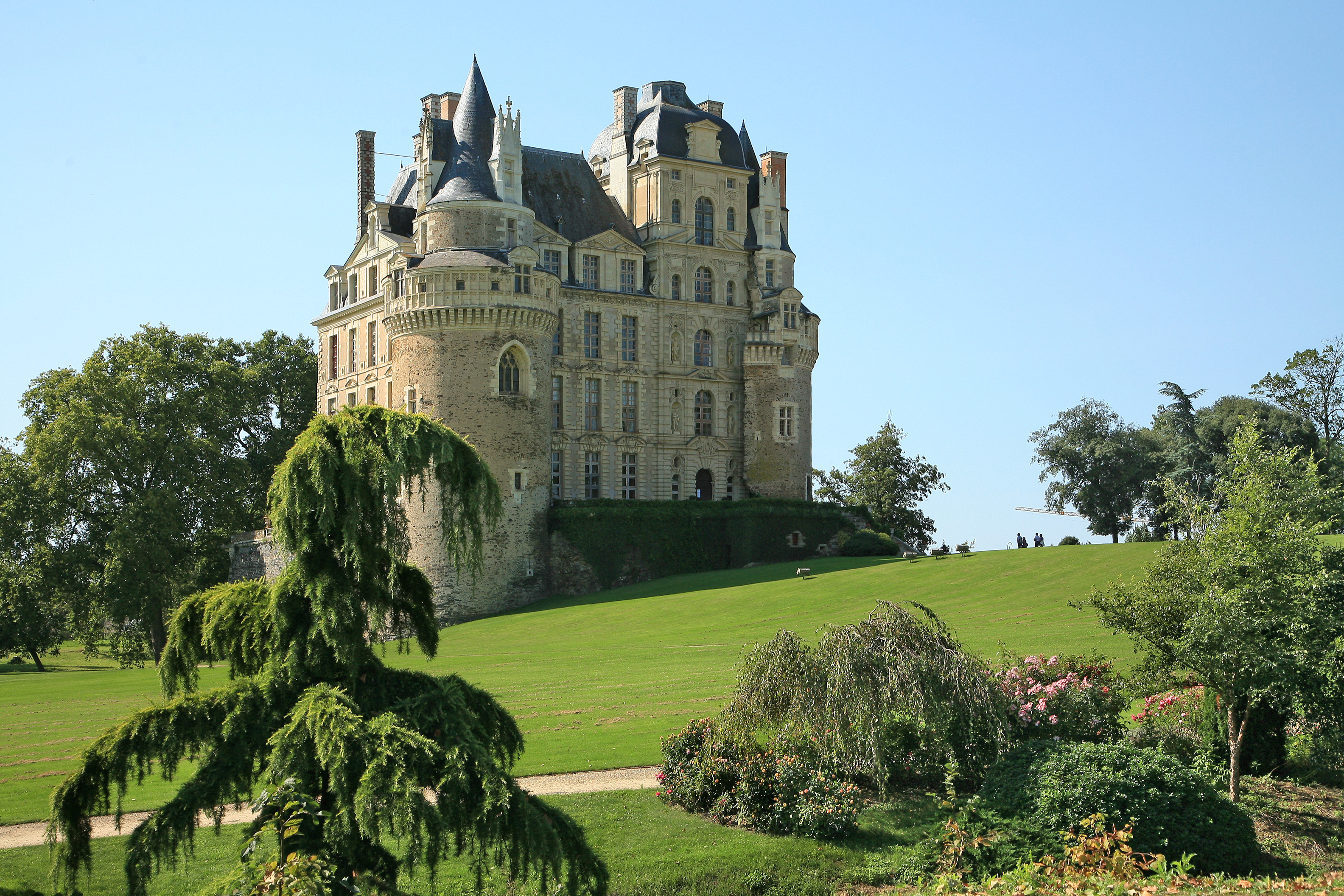
ブリサック城
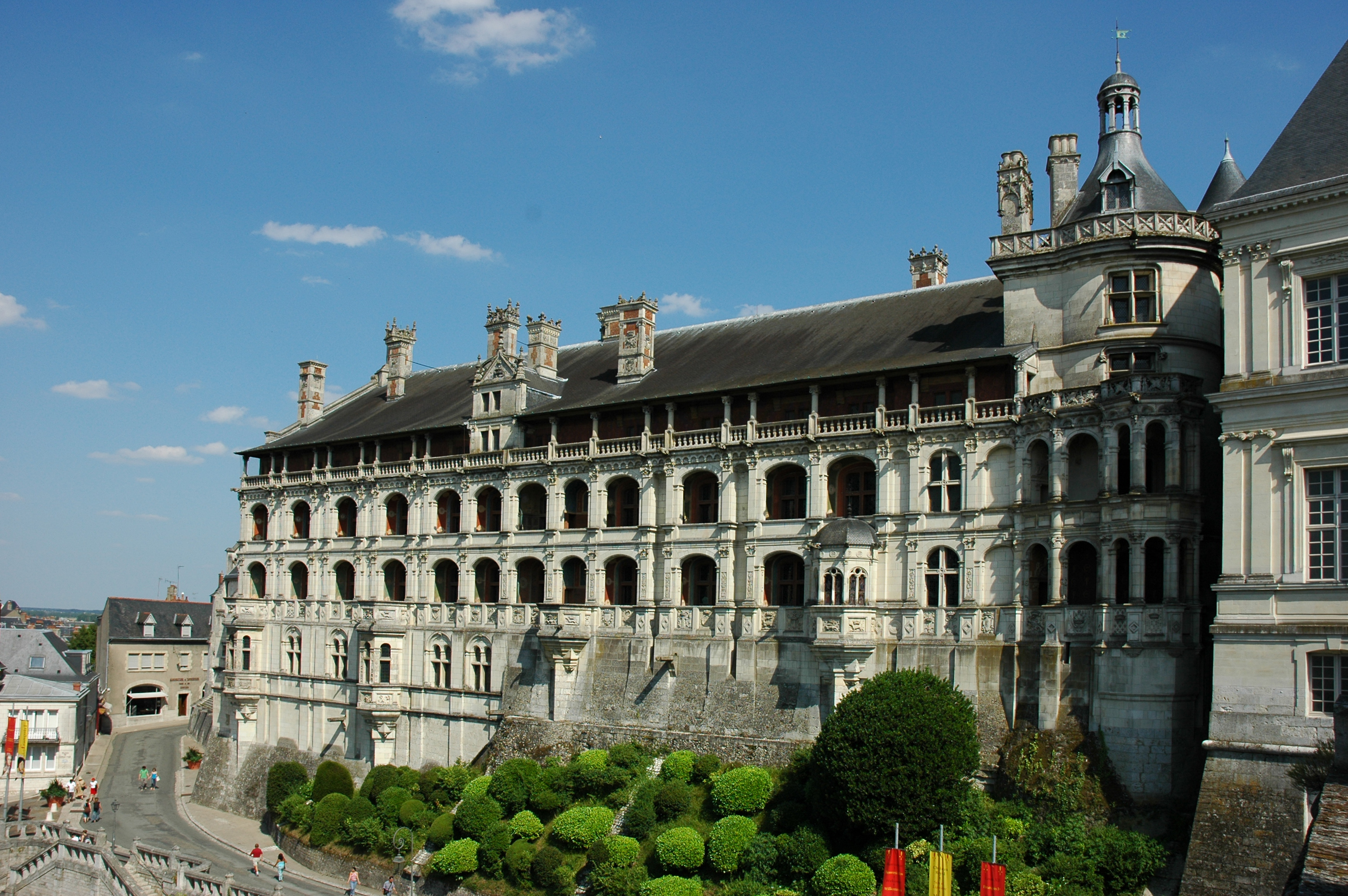
ブロワ城
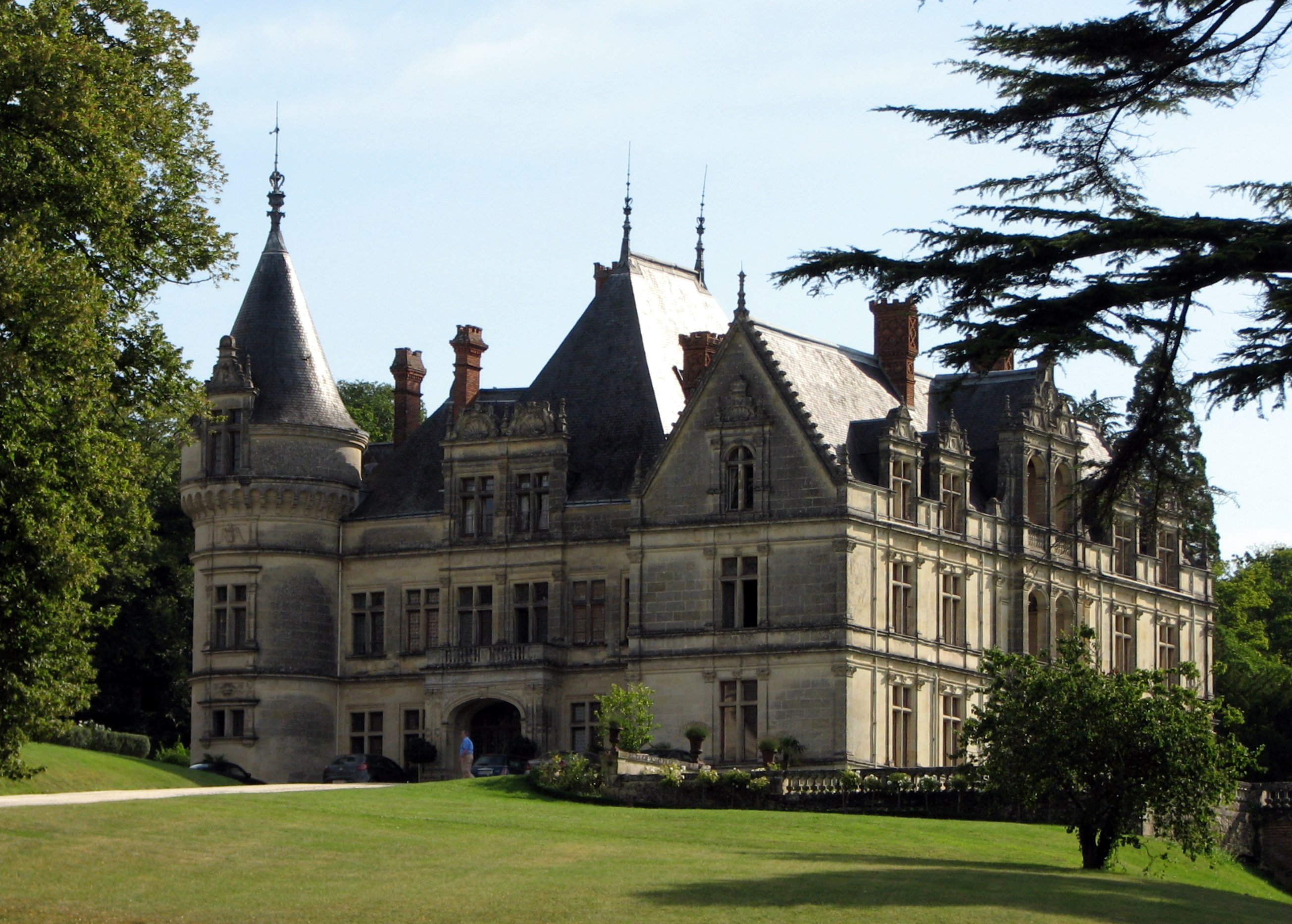
ラ・ブルデジエール城（英語版）
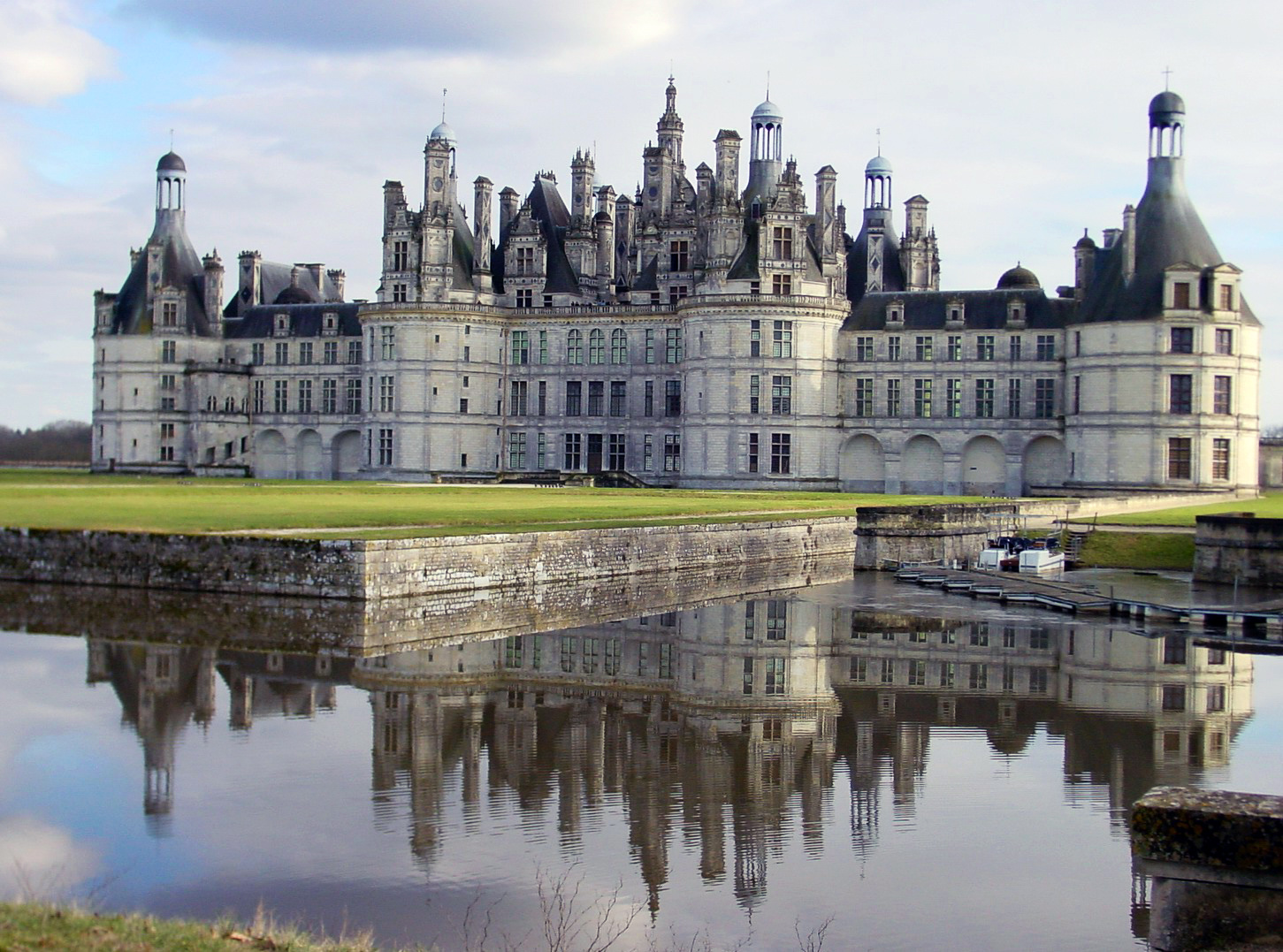
シャンボール城
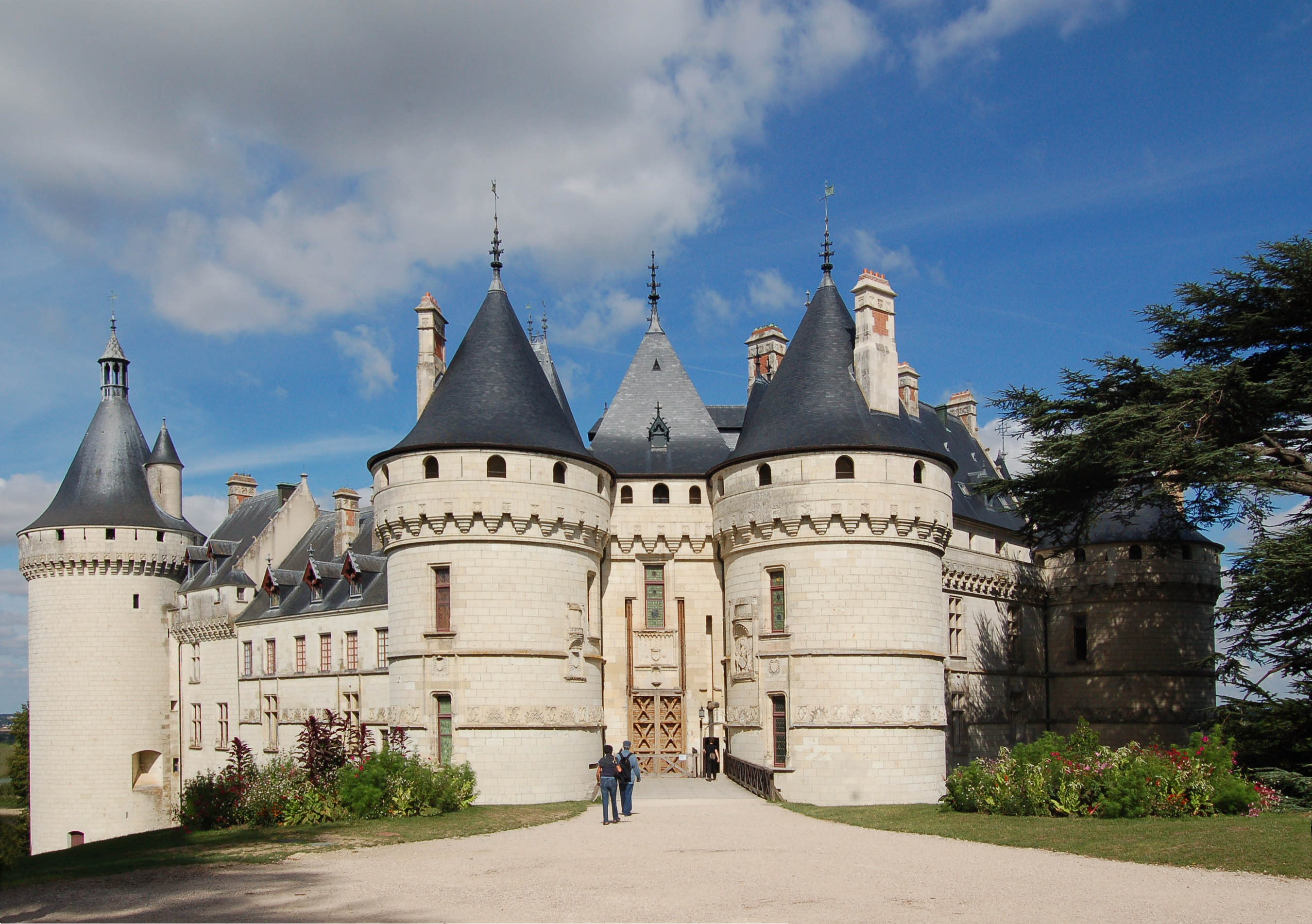
ショーモン城
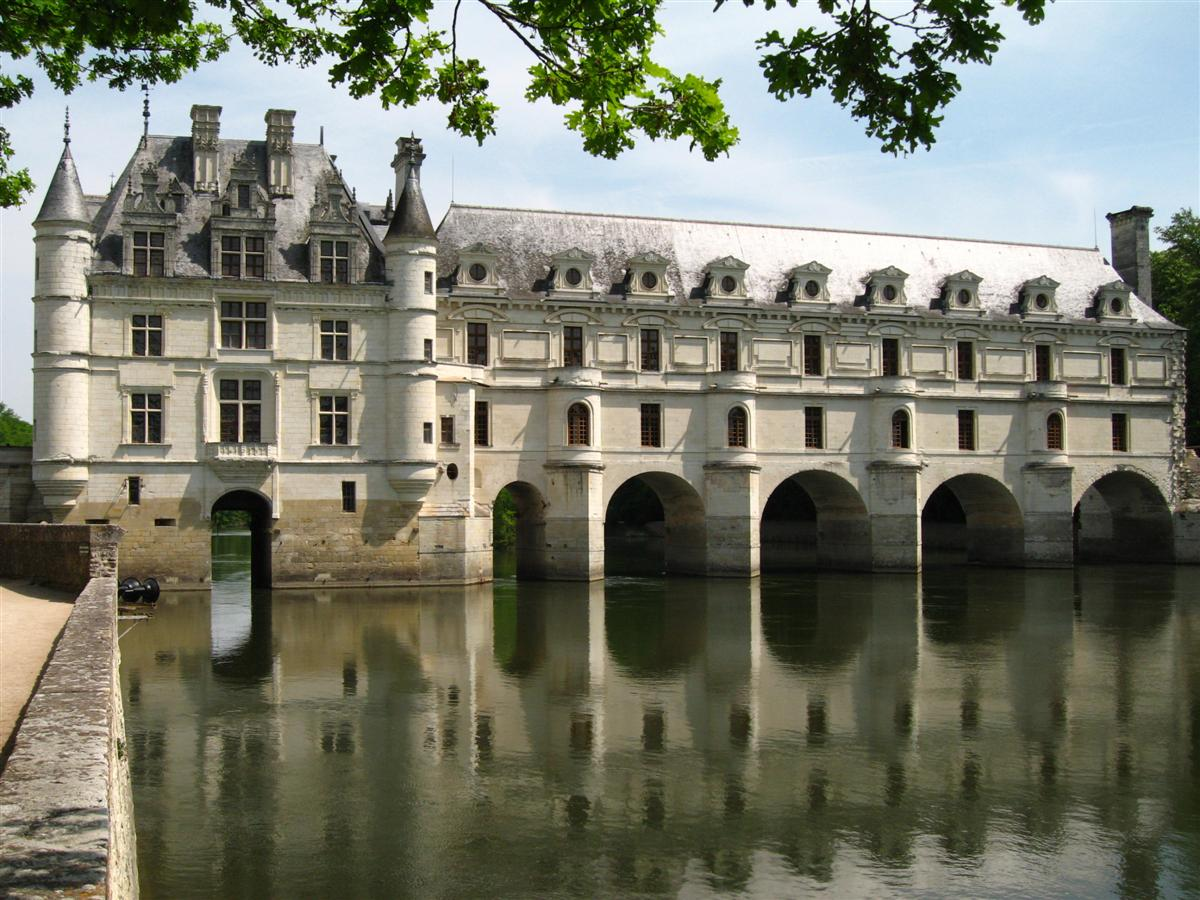
シュノンソー城
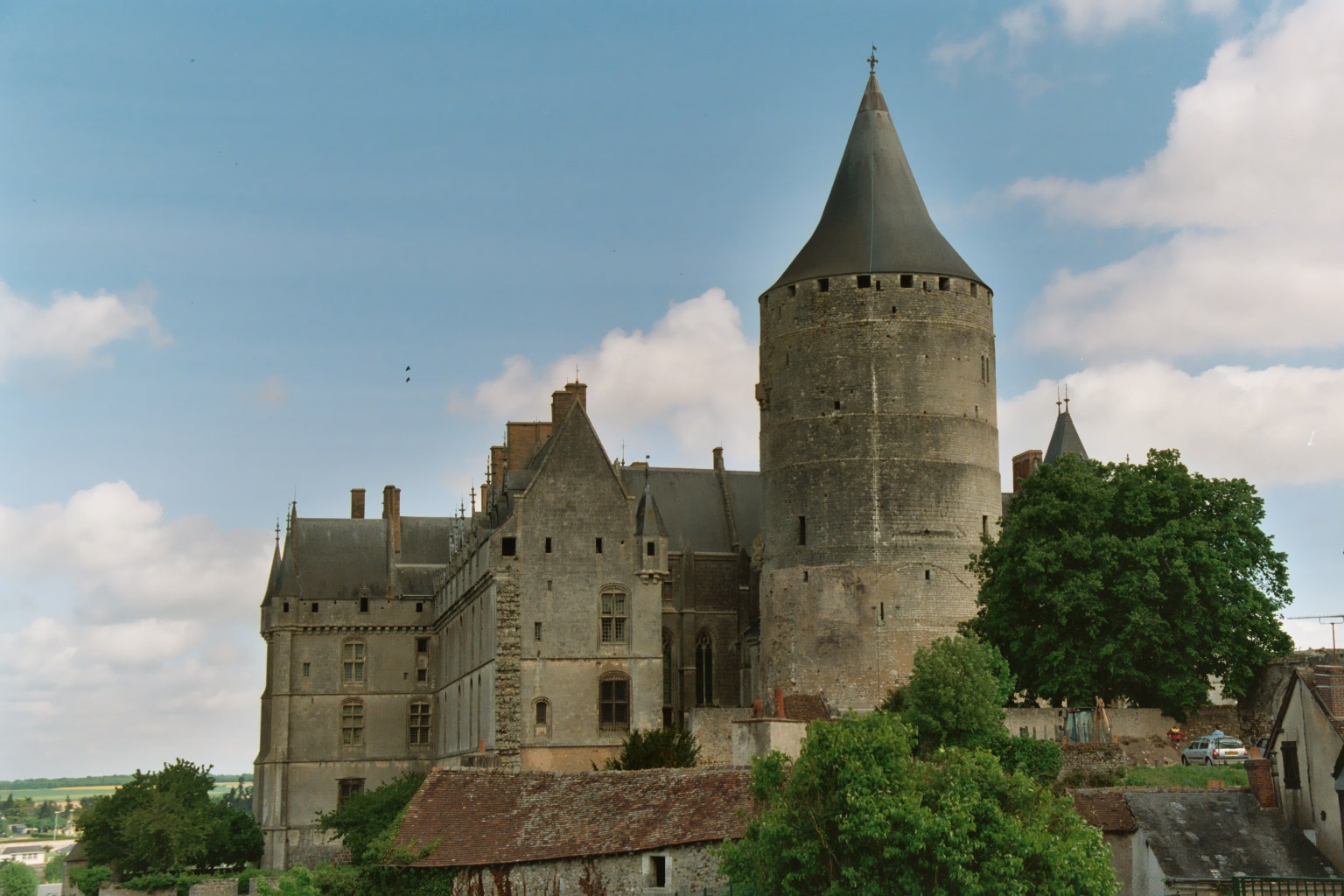
シャトーダン城
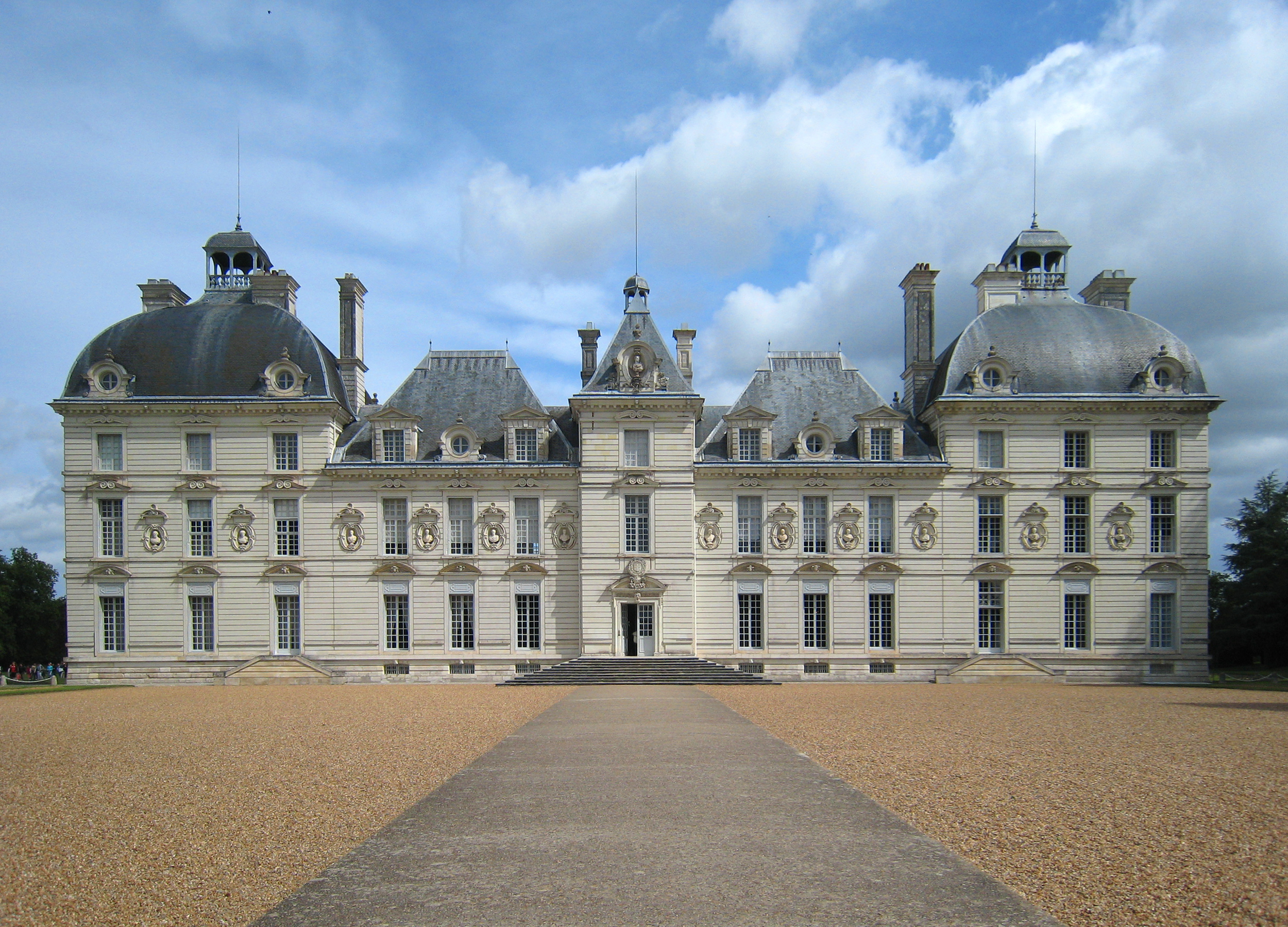
シュヴェルニー城
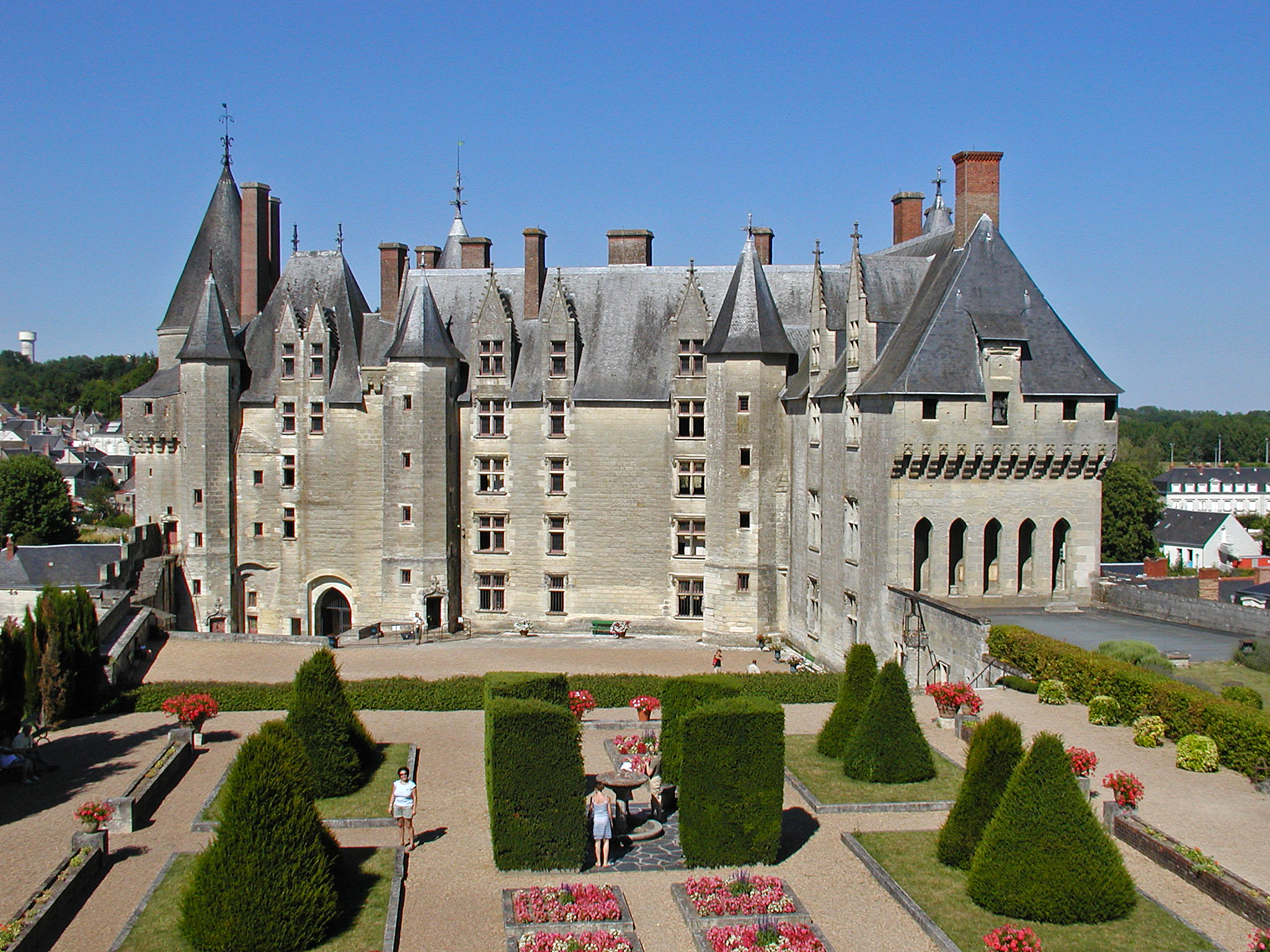
ランジェ城
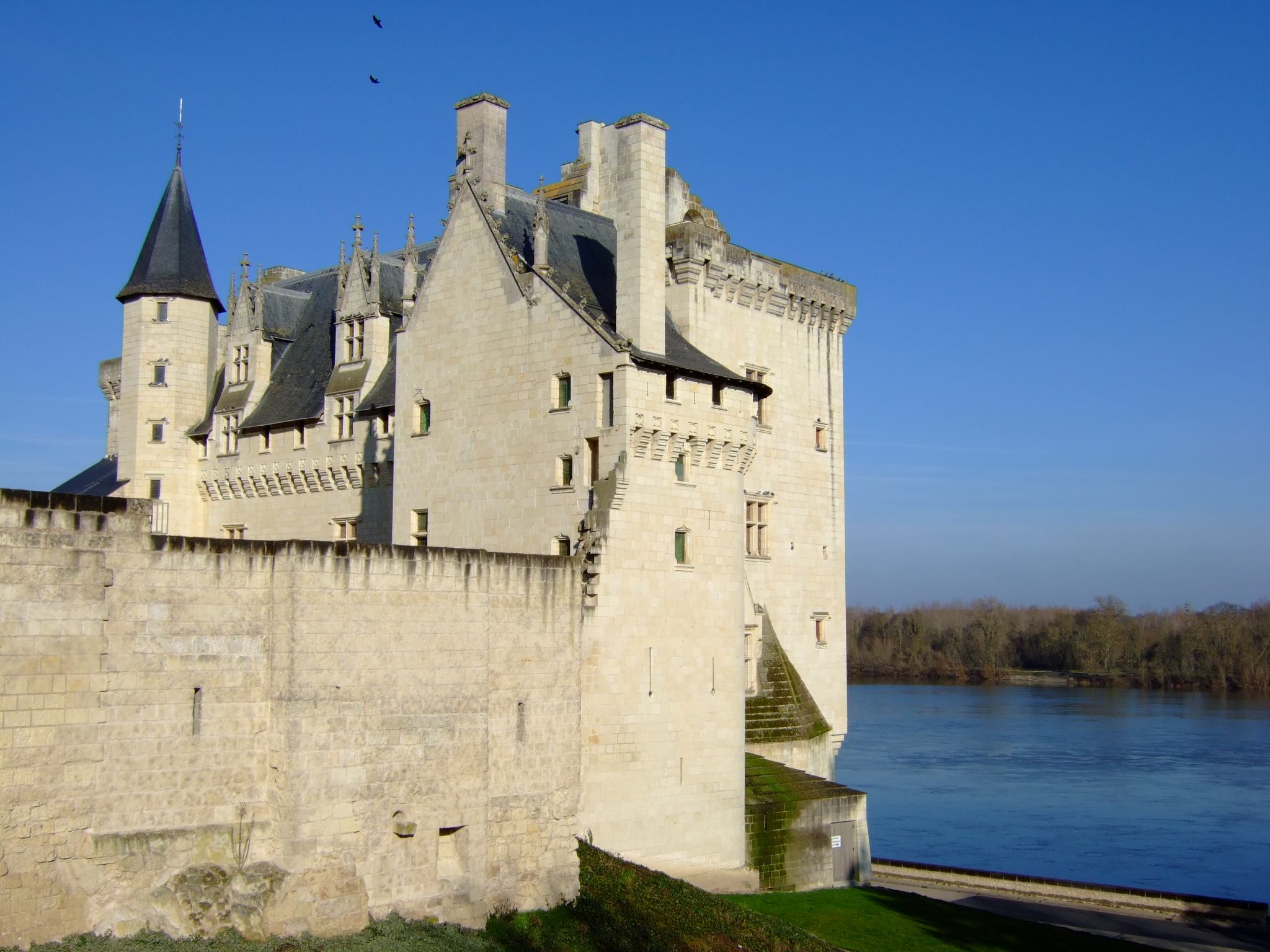
モンソロー城
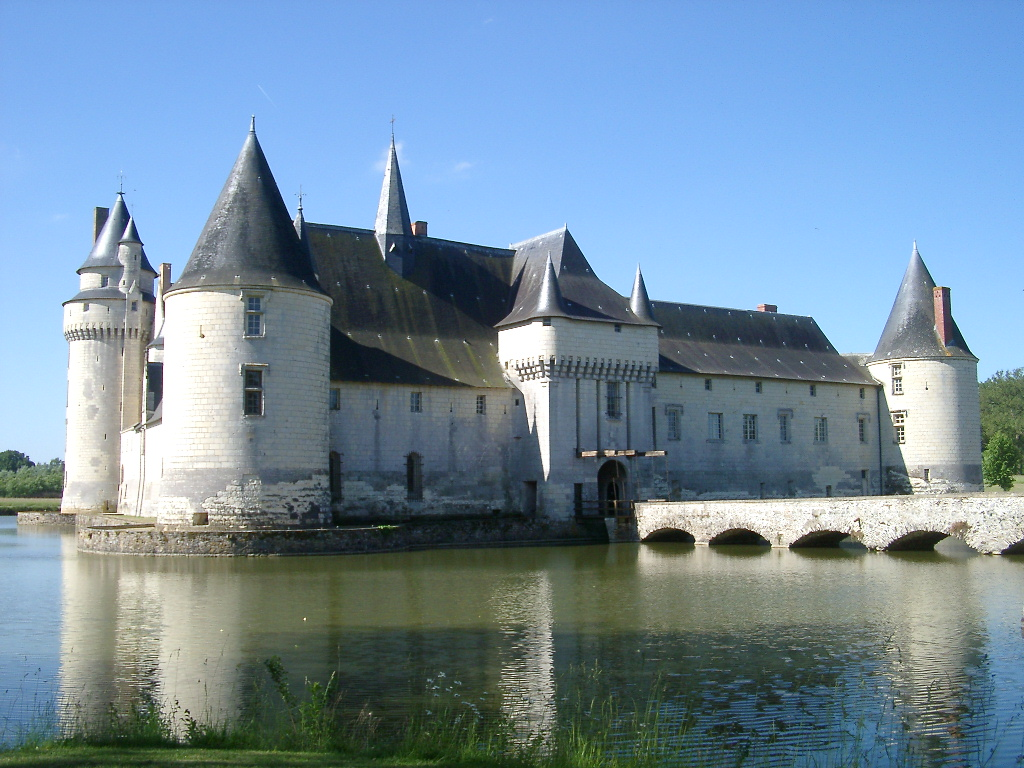
プレシ＝ブレ城
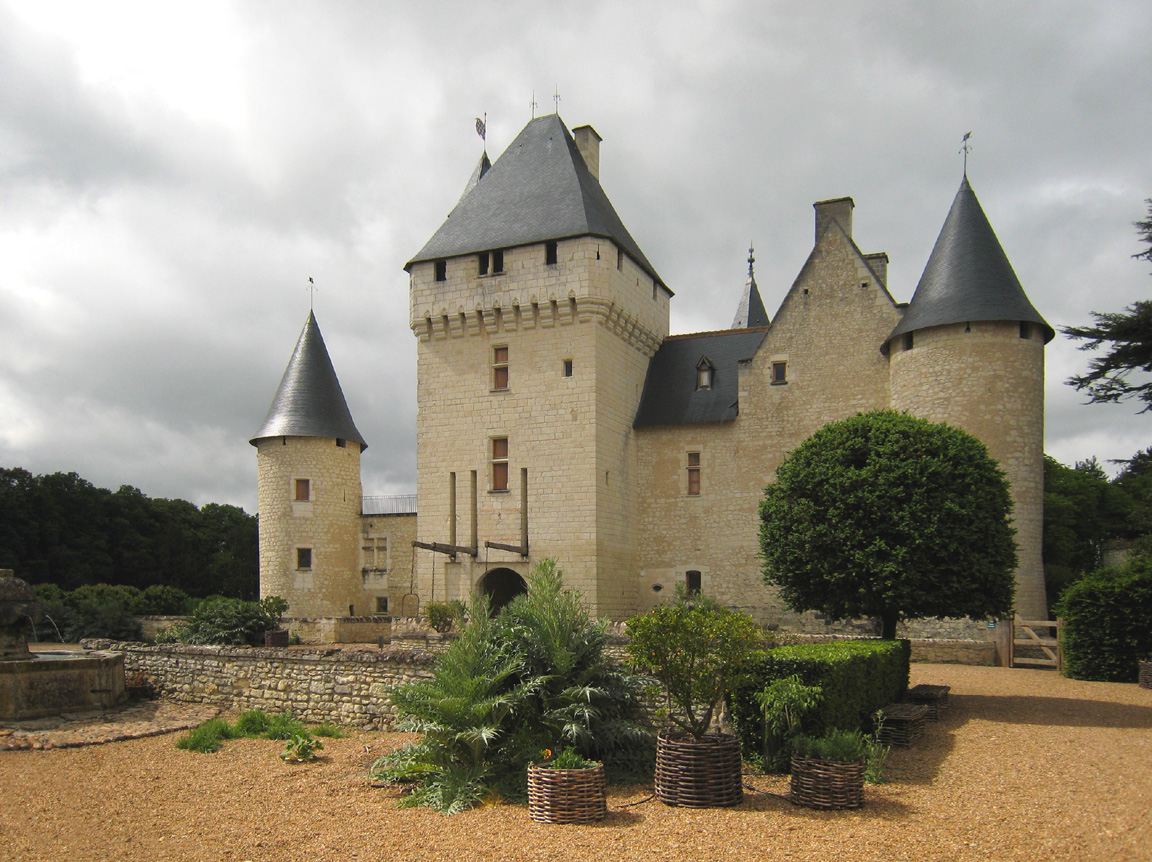
ル・リヴォー城
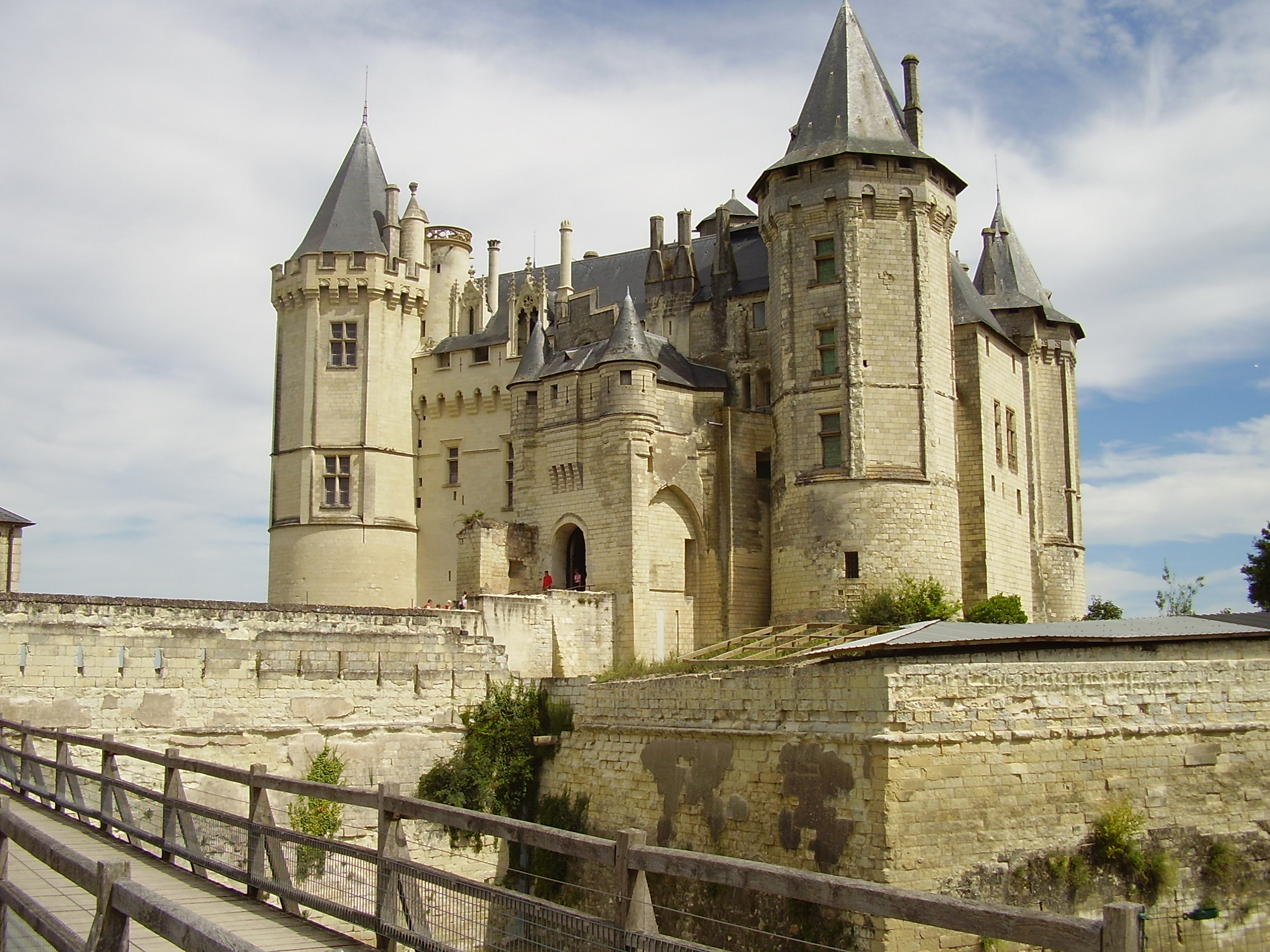
ソーミュール城
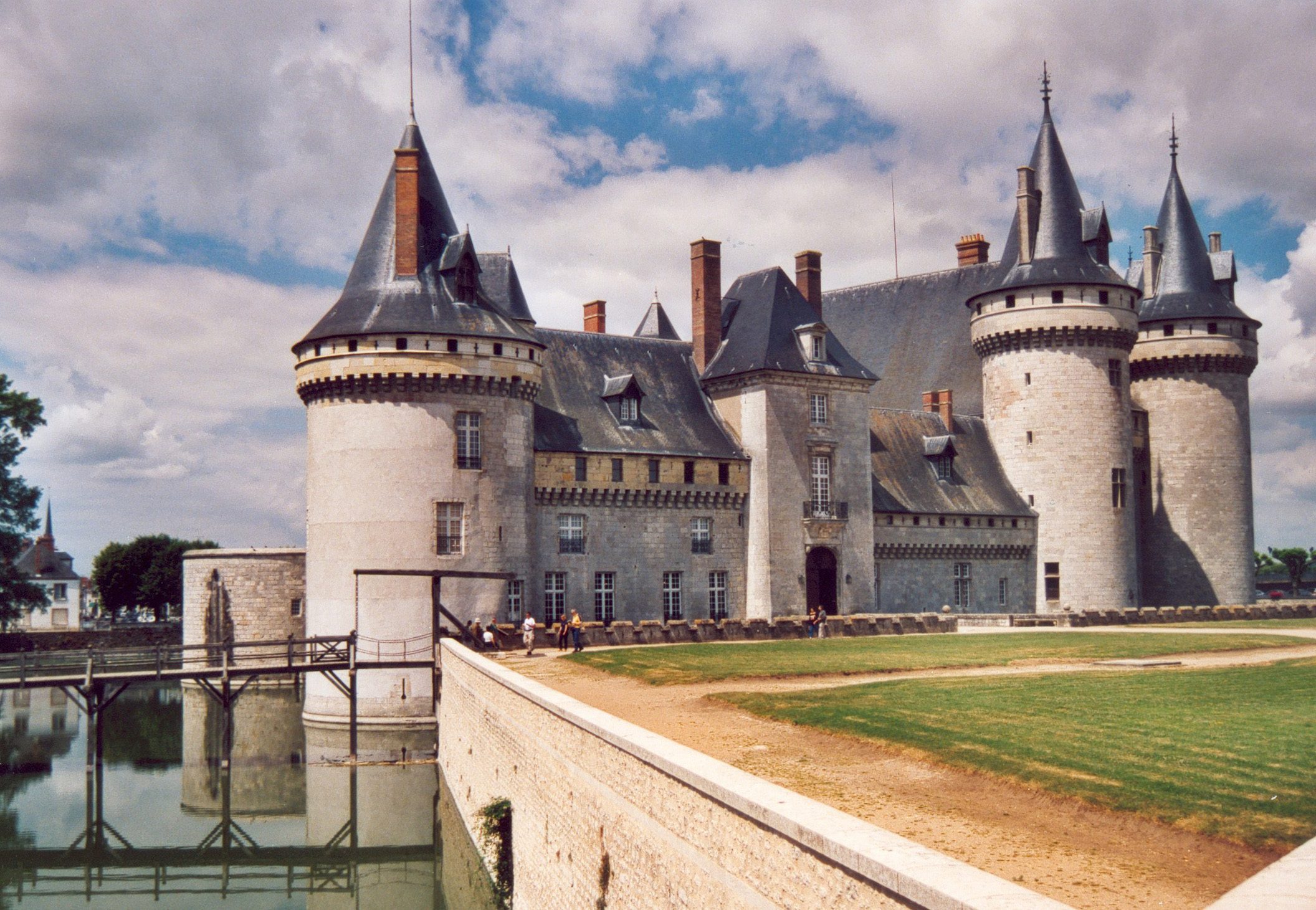
シュリー＝シュル＝ロワール城
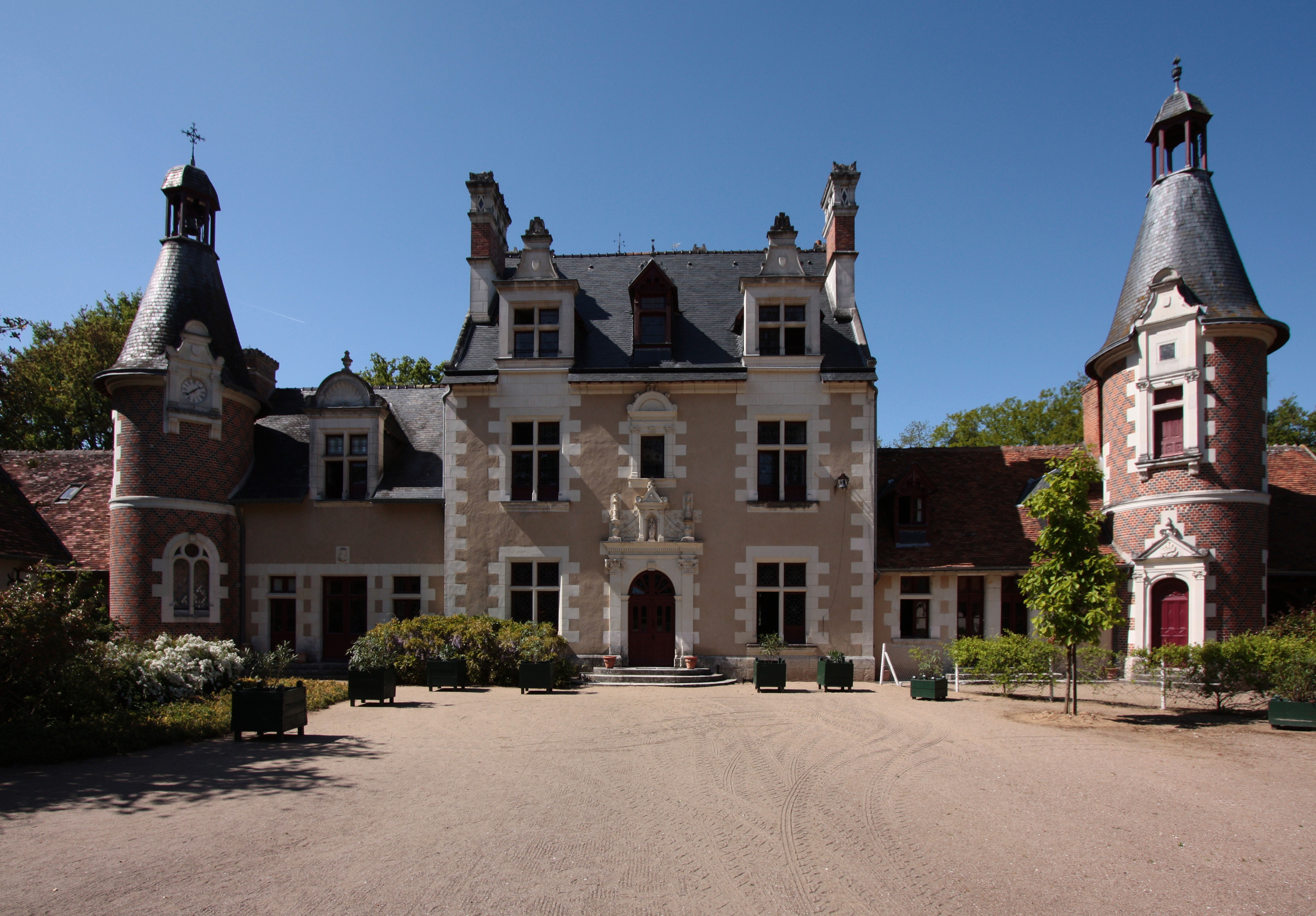
トルセー城
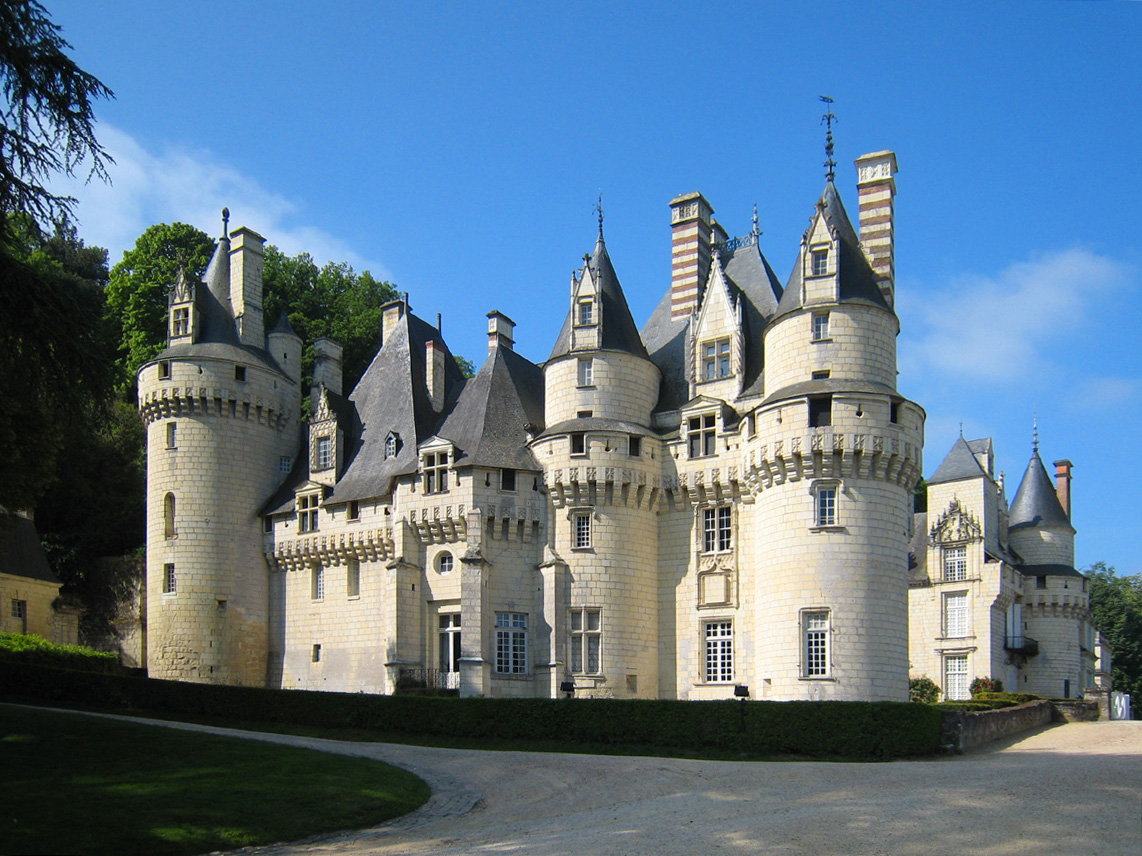
ユッセ城
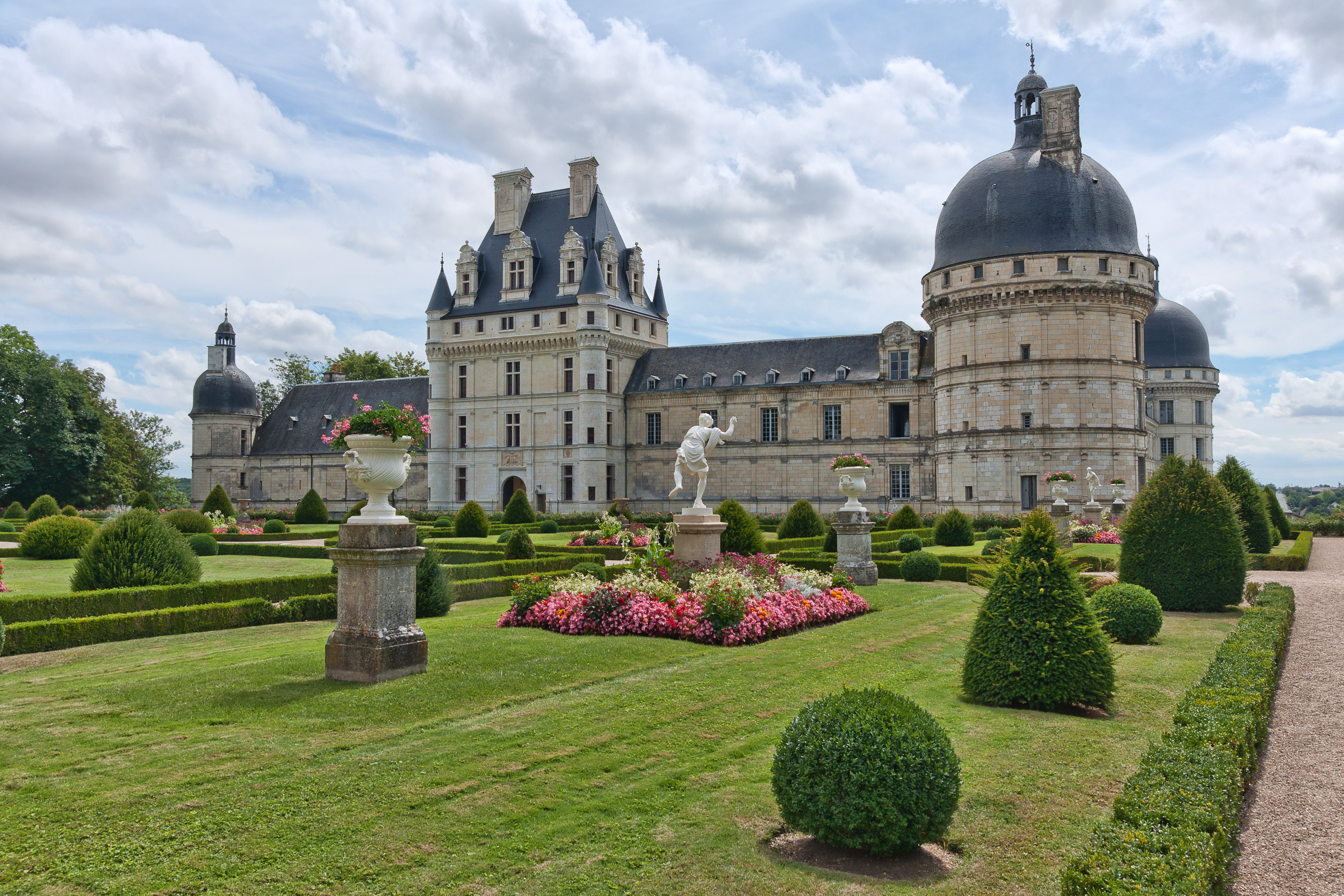
ヴァランセー城
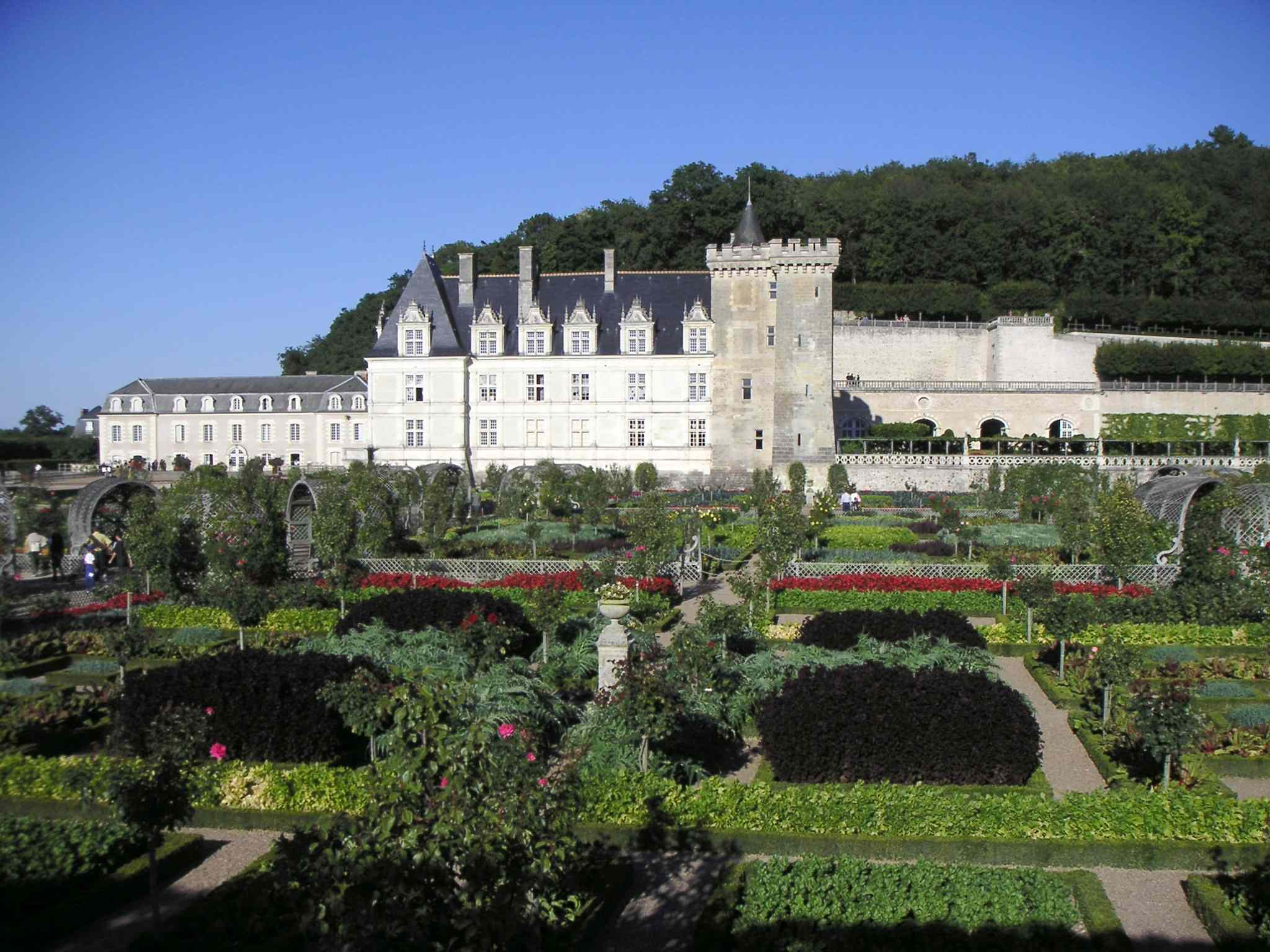
ヴィランドリー城

- シャトーダン城（英語版）
- シュヴェルニー城
- ランジェ城（英語版）
- ロシュ城
- メナール城（英語版）
- モンソロー城（英語版）
- プレシ＝ブレ城（英語版）
- ル・リヴォー城（英語版）

- ソーミュール城（英語版）
- シュリー＝シュル＝ロワール城
- タルシー城（英語版）
- トルセー城（英語版）
- ユッセ城
- ヴァランセー城（英語版）
- ヴィランドリー城

- ロワール渓谷の城々
- アンボワーズ城
- アンジェ城
- アゼ＝ル＝リドー城
- ブリサック城
- ブロワ城
- ラ・ブルデジエール城
- シャンボール城
- ショーモン城
- シュノンソー城
- シャトーダン城
- シュヴェルニー城
- ランジェ城
- モンソロー城
- プレシ＝ブレ城
- ル・リヴォー城
- ソーミュール城
- シュリー＝シュル＝ロワール城
- トルセー城
- ユッセ城
- ヴァランセー城
- ヴィランドリー城

## 世界遺産

### 登録基準
この世界遺産は世界遺産登録基準のうち、以下の条件を満たし、登録された（以下の基準は世界遺産センター公表の登録基準からの翻訳、引用である）。
- (1) 人類の創造的才能を表現する傑作。
- (2) ある期間を通じてまたはある文化圏において、建築、技術、記念碑的芸術、都市計画、景観デザインの発展に関し、人類の価値の重要な交流を示すもの。
- (4) 人類の歴史上重要な時代を例証する建築様式、建築物群、技術の集積または景観の優れた例。